# Pierre-Antoine Bozo
Pour les articles homonymes, voir Bozo.
Pierre-Antoine Bozo, né le 14 mars 1966 à Argentan (Orne), est un prélat catholique français, évêque coadjuteur de La Rochelle et Saintes depuis le 19 août 2025.

## Biographie
D’une famille impliquée dans le monde hippique, il est le fils d’Antoine Bozo, manager des haras de Mortrée et du Mézeray, et de Claire Roquette, et le cousin de Dominique Bozo.
Il suit sa scolarité dans le secondaire à l'Institution Frémont de Lisieux (lycée privé Frémont). Après des études de droit à l'université Caen-Normandie, il reçoit sa formation à l'université pontificale grégorienne en licence de théologie dogmatique
Il est ordonné le 3 juillet 1994 pour le diocèse de Séez. Vicaire de la paroisse Notre-Dame Saint-Léonard d'Alençon, il est nommé aumônier de l'Enseignement public et des étudiants à Alençon (1995-2005), et responsable diocésain du service des vocations (1997-2003). Il est également professeur au Centre d'études théologiques de Caen à partir de 1997, et responsable diocésain pour la pastorale des jeunes (2003-2007). Par ailleurs, après avoir été vice-recteur du séminaire interdiocésain Saint-Jean-Eudes de Caen depuis 2007, il en devient recteur en 2012. Vicaire épiscopal (2011), il est nommé vicaire général du diocèse de Séez et curé de la paroisse Sainte-Opportune en Pays d'Ô en 2015. 
Il est nommé évêque de Limoges le 11 mai 2017. Il reçoit la consécration épiscopale le 3 septembre suivant des mains de Pascal Wintzer, archevêque de Poitiers, assisté de Jacques Habert, évêque de Séez et de François Kalist, son prédécesseur et nouvel archevêque de Clermont.
Le 19 août 2025, le pape Léon XIV le nomme évêque coadjuteur du diocèse de La Rochelle avec des facultés spéciales « pour exercer tout le pouvoir qui revient à l'évêque diocésain ». Georges Colomb mis en examen pour tentative de viol, était en retrait de la gouvernance du diocèse depuis juin 2023. Il sera installé le 19 octobre 2025 dans l'après-midi.